# Gøtudanskt
Gøtudanskt [ˈgøːtʊˌdaŋ̊kst] (färöisch Gøta-Dänisch) oder Straßendänisch ist die Bezeichnung für die umgangssprachliche Form des Dänischen auf den Färöern.
Dänisch ist auf den außenpolitisch zu Dänemark gehörenden Färöern die zweite Hauptsprache und wird ab der dritten Klasse obligatorisch unterrichtet. Neben dem so genannten Reichsdänisch (der Unterrichtssprache) wird im Alltag der Insulaner häufig das Gøtudanskt gesprochen. Im Prinzip ist das die schriftnahe spezifisch färöische Aussprache des Dänischen, ganz im Gegensatz zum Reichsdänischen, das erheblich von der geschriebenen zur gesprochenen Sprache abweicht. Eine ähnliche Varietät des von einer Fremdsprache beeinflusste Dänischen gibt es im „Südschleswigdänischen“ (Sydslesvigdansk).
Gøtudanskt ist sowohl die Sprache der berühmten färöischen Kingopsalme als auch die Sprache, in der bis heute dänische Volkslieder gesungen werden.
Der färöische Sprachwissenschaftler Jógvan í Lon Jacobsen führt folgende Vorteile für das Gøtudanskt auf:
1. Die färöische Aussprache hat den Vorteil, sich mit allen anderen Skandinaviern gegenseitig verständlich zu machen. Gøtudanskt ist also eine Art „interskandinavische Lingua franca“.
2. Färinger lernen auf diese Art sehr viel leichter die korrekte dänische Rechtschreibung.

Jacobsen plädiert daher für die Berücksichtigung (und Förderung) des Gøtudanskt im Dänischunterricht auf den Färöern.
Die färöisch und englisch singende Metalgruppe Týr veröffentlichte die Lieder Ramund hin unge (Ramund der Junge) und Sinklars Visa (Das Lied von Sinclair) in Gøtudanskt.